# Scott Alexander (baseball)
Pour les articles homonymes, voir Scott Alexander et Alexander.
Scott Alian Alexander (né le 10 juillet 1989 à Santa Rosa, Californie, États-Unis) est un lanceur de relève gaucher des Dodgers de Los Angeles de la Ligue majeure de baseball.

## Carrière
Joueur à l'école secondaire Cardinal Newman de Santa Rosa, Scott Alexander est en 2007 repêché par les Reds de Cincinnati au 37e tour de sélection. Il ignore l'offre pour plutôt rejoindre les Seawolves de la Sonoma State University, puis signe son premier contrat professionnel avec les Royals de Kansas City, qui le repêchent au 6e tour en 2010.
Il débute en ligues mineures avec un club affilié aux Royals en 2010, est absent du jeu en 2011, puis de retour en 2012 pour poursuivre une progression qui l'amène à graduer au niveau Triple-A en 2014.
Il fait ses débuts dans le baseball majeur pour Kansas City en lançant la 9e manche du match des Royals face aux Tigers de Détroit le 2 septembre 2015.
Le 4 janvier 2018, Alexander est après 3 saisons à Kansas City échangé aux Dodgers de Los Angeles.